# Unterriedenberg
Unterriedenberg war eine Gemeinde im Landkreis Bad Brückenau (Unterfranken, Bayern) und ist eine Gemarkung im Landkreis Bad Kissingen.

## Gemarkung
Die Gemarkung Unterriedenberg hat eine Fläche von 2,012 km². Sie ist in 555 Flurstücke aufgeteilt, die eine durchschnittliche Flurstücksfläche von 3625,73 m² haben. In ihr liegt der Gemeindeteil Riedenberg (zum Teil).

## Gemeinde
Ursprünglich wurde nicht zwischen Ober- und Unterriedenberg unterschieden. Es gab nur den Ort Riedenberg. Dieser lag im Fraischbezirk des würzburgischen Amtes Aschach.
Mit dem Gemeindeedikt (frühes 19. Jahrhundert) entstand die Ruralgemeinde Unterriedenberg. Sie unterstand in Verwaltung und Gerichtsbarkeit dem Landgericht Brückenau. 1830 bestand der Ort aus 56 Wohnhäusern mit 314 Einwohnern, davon waren 246 katholisch, 67 jüdisch und 1 evangelisch-lutherisch. Es gab eine Mahl- und eine Ölmühle. Im Zuge der Gebietsreform in Bayern wurde die Gemeinde am 1. April 1971 in die neu gebildete Gemeinde Riedenberg eingegliedert.

## Bodendenkmäler
In der Gemarkung Unterriedenberg gibt es ein Bodendenkmal:
- mittelalterliche Glashütte